# Coscinia funera
Coscinia funera là một loài bướm đêm thuộc phân họ Arctiinae, họ Erebidae.